# モテル・カルフォルニア
モテル・カルフォルニア DARTS LOVE LIVEは、インターネットテレビGyaO内で放送されていたバラエティ番組。2006年12月7日に放送開始し、2007年7月5日に放送終了。2007年10月11日には2ndシーズンとしてモテル・カルフォルニア LET IT RIDEがスタートした。

## 概要
アンジャッシュとバナナマンによるトークバラエティ番組。舞台はダーツバー（Bee渋谷店。Round13からはBee新宿店へ移転）。『モテマスター』渡部建（アンジャッシュ）の元に集まる『モテたい３スリー』（児嶋一哉、日村勇紀、設楽統）が、「モテる」恋愛テクニックと、「サムい」恋愛テクニックの境目について語り合う形式。お題として出される恋のテクニックショートドラマ（モテ・サムエピソード）について、彼らがトークを展開し、女性意見のアンケートなどを絡めながら、進んでいく。

## 出演者
- アンジャッシュ
  - 渡部建
  - 児嶋一哉

- バナナマン
  - 設楽統
  - 日村勇紀

- ナレーション：銀河万丈

## モテル・カルフォルニア DARTS LOVE LIVE
収録はダーツバー（Bee渋谷店。Round13からはBee新宿店へ移転）。
2007年7月5日の放送終了後、暫く公式サイト及びブログの更新は無かったが、2007年9月12日から隔週で4Roundずつ再放送がスタート。
モテダーツ
番組後半に必ず行われる、ダーツのテクニックを徹底的に指南するコーナー。ビリーなるダーツの先生が彼らにダーツを指南する。ダーツの基本からカウントアップ等のゲームを行い、Round23・Round24では番組の尺全てを使い、ゲストを招いて出演者とダブルスを組み、ダーツ大会を行った。
モテ現場
メンバーが自ら演じたモテ・サムエピソードのVTRの製作の裏側を公開するコーナー。Round16ではRound13で公開されたVTR（日村のモテ・サムエピソード）のモテ現場が放送された。
モテセンス
Round16からスタート。メンバーの私物をモテマスターがチェックし、センスを磨く。センスの光っているメンバーには、モテマスターから本当の扇子工場で造ったモテセンスが贈呈される（裏にはモテマスターの格言が入っている）。Round16では財布のチェックを行ったが、モテセンスの該当者は無し。代わりに、一番センスの無かった日村が中締めをする事になった。Round22では携帯電話をチェックし、設楽にモテセンスが贈呈された。ちなみに扇子には、「シャンパンはサーベルで切れ！」と入っていた。今回も一番センスの無かった日村は、保護メールを披露する事に。

## モテル・カルフォルニア LET IT RIDE

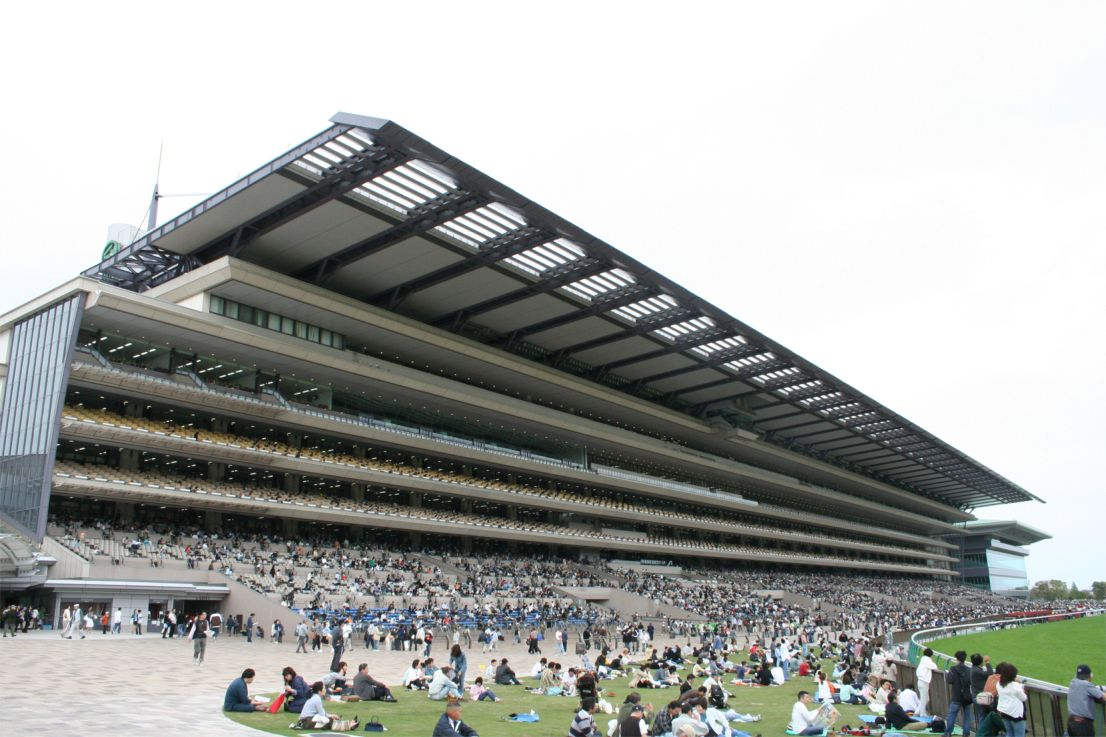
「モテル・カルフォルニア LET IT RIDE」の収録が行われた東京競馬場

2007年10月11日に放送開始。収録は東京競馬場。世界最大の大型映像スクリーンにモテ・サムエピソードを映すなど、競馬場の設備を使用しながら展開する。
モテ相談
視聴者から寄せられる恋愛関係の相談に解決策を出していく。通常のモテエピソードが一回の放送で一エピソードであるのに対し、こちらは一回の放送で三相談である。
モテケイバ
番組後半に行われる、競馬場にある施設の説明から競馬のテクニックを指南するコーナー。Round1では競馬場に生えている野草を食すなど競馬とは直接関係の無い事を行っていたが、放送が進むにつき乗馬やウマトラクイズなどの競馬企画を実施し、Round8、Round9では実際に馬券を購入して高配当を狙った。

## 番組展開
GyaO内の専用特集ページを軸に、毎週木曜日の番組更新日には、ライブドアにて番組と連動したデイリー４コマ漫画を掲載（3/31迄展開）、番組公式ブログ『モテブロ』やUSEN運営のグルメサイト「グルメGyaO」では、「モテる男はダーツで決める！ダーツが出来るお店」の特集ページを立ち上げ、相互リンクによる連動企画を展開。

## お決まりネタ

### VTRフリコメント
モテ・サムエピソードのVTRを紹介する際、渡部が「VTR～○○！」の形式でギャグを言う（Round2以降。Round1は普通の紹介だった）。渡部いわくこれ専用の作家がいるらしい（Round7より）。
- Round2「VTR、もみの木もみの木！（手のひらをの前に向けて言葉に合わせて二回閉じる）」

Round3では児嶋がこれをやらされる。
- Round6（「受験生に励ましのメッセージを」と言われ、暴言を吐くモテない３の流れがあって）「VTR、俺以外高卒！」

これを受けてモテない３からは「ちょっと待て!」との大ブーイング。

### 中締めギャグ
トークコーナーからダーツコーナーへ切り替わる際、トークコーナーの締めとして日村がやらされるギャグ。たいてい思いつきでグダグダになる。

### 名言
- チョロQ理論

チョロQは長く引いてから放すと勢いよく飛び出していくことから、相手を一度がっかりさせておいてサプライズ的なことをすると反動でものすごく喜ばれるという理論。設楽が提唱。
- もろキュ～理論

味噌を付けて食えばなんでも美味いという理論。日村が提唱。
- ノーリスク・ハイリターン法

失敗した時にジョークにできるよう、保険をかけて告白する方法。設楽が提唱。

## エピソード
フリップでの回答はいわゆる大喜利になっていた。バナナマンの回答は徐々に下ネタ要素が増えていた為、番組後半は採用率が低く、設楽曰く「当たり障りない回答」をしていたアンジャッシュの児嶋の回答がよく採用された。児嶋の回答は大半が滑ることが多く、バナナマンによくイジられていた。編集によりこの児嶋へのイジりがフィーチャーされて番組全体が変な雰囲気になっていたとバナナマンのマネージャーが指摘しており、それによりバナナマンの面白い回答が使われなかったと「バナナマンのバナナムーン」で児嶋に直接不満を言っていた。

## 放送予定
「モテル・カルフォルニア DARTS LOVE LIVE」（全24話）
2006年12月7日放送開始 毎週木曜日更新
2007年7月5日放送終了
2007年9月12日再放送開始 毎週木曜日更新
2007年11月1日再放送終了
「モテル・カルフォルニア LET IT RIDE」（全9話）
2007年10月11日放送開始 毎週木曜日更新
2008年1月31日放送終了

## DVD

### モテルカルフォルニア DARTS LOVE LIVE
- 販売元：Victor Entertainment,Inc
- 音声：2chドルビーデジタルステレオ
- ディスク：片面1層
- 画面サイズ： 4:3
- 価格：税込3,150円

初回生産分のみに応募抽選券を封入。DVD全巻購入者の応募特典として全員にオリジナルダーツフライト、抽選で出演者使用同タイプのサイン入りダーツを各10セットプレゼントを予定している。
- Vol.1（収録時間：70分） 2008年1月23日発売
  - 本編 - Round1 / Round2 / Round3 /Ruond4
  - 特典映像 - 未公開映像等
- Vol.2（収録時間：70分） 2008年1月23日発売
  - 本編 - Round5 / Round6 / Round7 /Ruond8
  - 特典映像 - 未公開映像等
- Vol.3（収録時間：113分） 2008年2月20日発売
  - 本編 - Round9 / Round10 / Round11 /Ruond12
  - 特典映像 - 未公開映像等
- Vol.4（収録時間：113分） 2008年2月20日発売
  - 本編 - Round13 / Round14 / Round15 /Ruond16
  - 特典映像 - 未公開映像等
- Vol.5（収録時間：113分） 2008年3月26日発売
  - 本編 - Round17 / Round18 / Round19 /Ruond20
  - 特典映像 - 未公開映像等
- Vol.6（収録時間：113分） 2008年3月26日発売
  - 本編 - Round21 / Round22 / 未公開映像3話
  - 特典映像 - 未公開映像等

### モテダーツ
- 販売元：Victor Entertainment,Inc
- 音声：2chドルビーデジタルステレオ
- ディスク：片面2層
- 画面サイズ：4:3
- 価格：税込3,990円

- モテる男のダーツ講座 モテダーツ!!（収録時間：150分） 2008年1月23日発売
  - 本編 - モテダーツのみを集めて再編集した特別版
  - 特典映像 - 未定

## 出演者・スタッフ
- 【構成】吉野宏、マツピロ、杉山奈緒子、谷田彰吾、由利森鹿
- 【SW】岩田一巳
- 【VE】瀧本恵司
- 【TP】高瀬義美
- 【照明】香川和代
- 【MA】遠山正
- 【音効】成岡知弘
- 【音楽】柳田しゆ
- 【カメラ】小池悟志
- 【リサーチ】伊藤匡、小泉暁
- 【編集】上野譲
- 【ディレクター】飯島一志、平野彰子、高木智和
- 【プロデューサー】小島美佳
- 【総合演出】かわのけいすけ
- 【演出補】光用さやか、寺谷鉱
- 【制作】ジーワン
- 【エージェンシー】ズノー